# 푈뢰슈케이 가보르
푈뢰슈케이 가보르(헝가리어: Pölöskei Gábor, 1960년 10월 11일, 죄르-모숀-쇼프론 주 모숀머저로바르 ~)는 헝가리의 전직 축구 선수이자 감독이다.
그는 1982년 월드컵에 헝가리 국가대표팀 일원으로 참가해 2골을 기록했는데, 이 중 1골은 엘살바도르전에서, 다른 1골은 아르헨티나전에서 기록했다.
그는 부다페스트 혼베드의 전 선수였던 푈뢰슈케이 가보르의 아들이다.